# Black Roses FC
El Black Roses FC es un equipo de fútbol de Samoa Americana que juega en la Senior League, la primera división de fútbol en el país.

## Historia
Fue fundado en el año 2007 en la capital Pago Pago y debutaron en la Liga de Fútbol FFAS un año después.
En el año 2009 consiguieron su mayor logro, el cual fue ganar su primer título de liga luego de que el torneo fue cancelado en la fecha 7 y se determinó que el que hizo más puntos fuera el campeón de la temporada.

## Palmarés
- Liga de Fútbol FFAS: 1

2009